# UTC+12:00

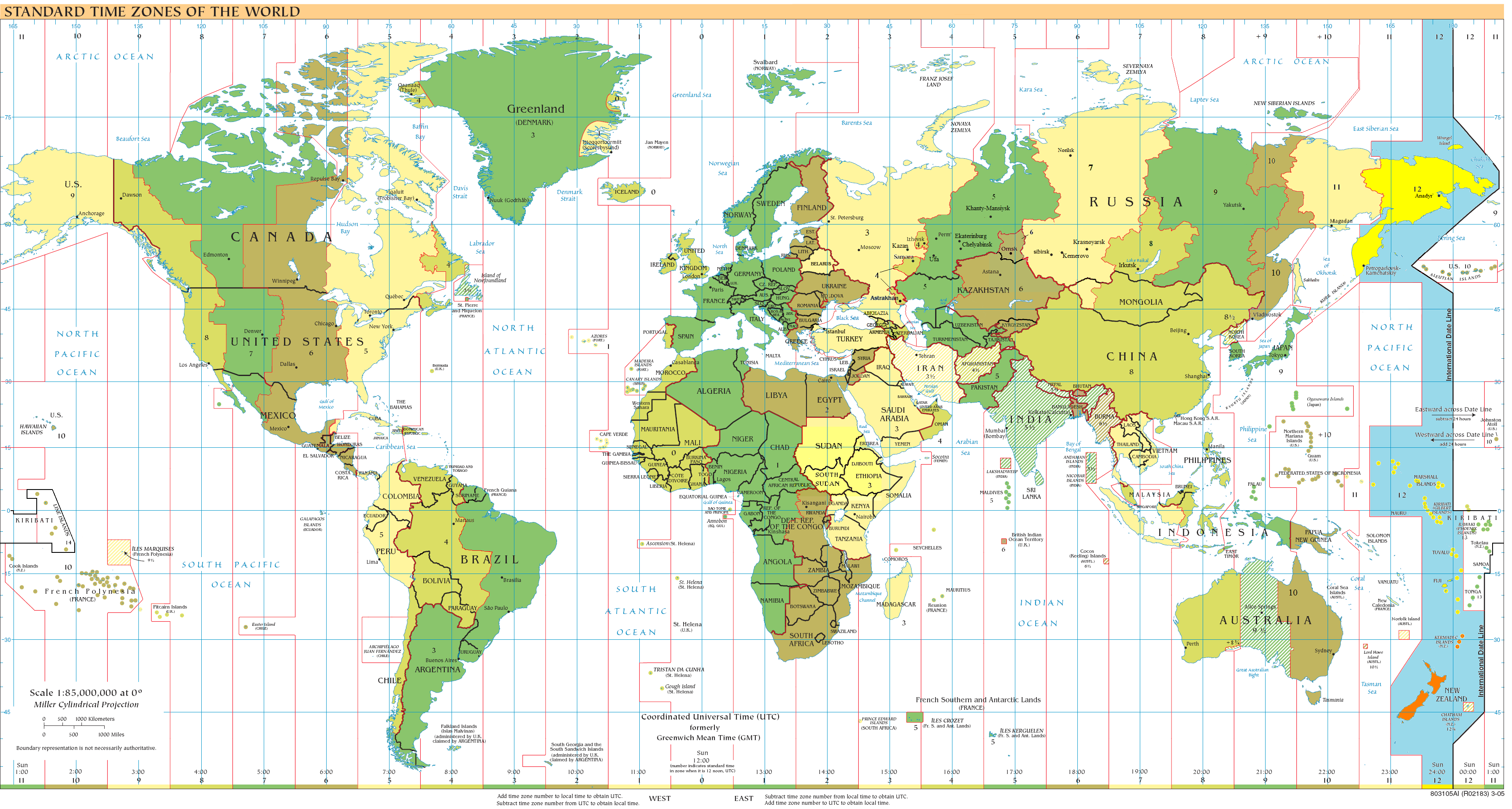
UTC+12:00

UTC+12:00 (M – Mike) – strefa czasowa, odpowiadająca czasowi słonecznemu południka 180°E.
W strefie znajduje się m.in. Pietropawłowsk Kamczacki, Suva i Wellington.
Strefa czasowa UTC+12:00 wyprzedza strefę czasową UTC-12:00, która obowiązuje na zbliżonej długości geograficznej o 24 godziny.

## Strefa całoroczna
Australia i Oceania:
- Fidżi
- Kiribati (Wyspy Gilberta)
- Nauru
- Tuvalu
- Wake
- Wallis i Futuna
- Wyspy Marshalla

Azja:
- Rosja (Czukocki Okręg Autonomiczny i Kraj Kamczacki)

## Czas standardowy (zimowy) na półkuli południowej
Australia i Oceania:
- Nowa Zelandia (bez Wysp Chatham)